# Nossa Senhora da Glória
Nossa Senhora da Glória este un oraș în Sergipe (SE), Brazilia.